# Al-Khor Sports Club
El Al-Khor Sports Club (en árabe: نادي الخور الرياضي) es un club de fútbol de la ciudad de Al Khor (Catar). Fue fundado en 1961 y juega en la Liga de Catar.

## Historia
El equipo fue fundado en 1961 con el nombre de Al Taawun. Al año siguiente absorbe al Al Jeel Sports Club y, en 1964, al Nadi Al-Aswad.
En 2002 se renombró a su nombre actual, Al-Khor Sports Club.

### Al-Khor en competiciones internacionales
- Copa de campeones del Golfo

2008: fase de grupos

## Uniforme
- Uniforme titular: Camiseta blanqui-azul, pantalón azul y medias azules.
- Uniforme alternativo: Camiseta, pantalón y medias blancas.

## Estadio
El equipo juega la mayoría de sus partidos como local en el estadio Al Khor con capacidad para 12.000 espectadores.

## Palmarés
- 1 Copa Catar Crown Prince (2005)
- 1 Copa Sheikh Jassem (2003)